# Hermetia currani
Hermetia currani är en tvåvingeart som beskrevs av Lindner 1949. Hermetia currani ingår i släktet Hermetia och familjen vapenflugor. Inga underarter finns listade i Catalogue of Life.